# Toni Varela
Toni Santos Varela Monteiro (Contea di Santa Catarina, 13 giugno 1986) è un ex calciatore capoverdiano, di ruolo centrocampista.

## Carriera

### Club
Ha esordito nel massimo campionato olandese con lo Sparta Rotterdam nel 2006. Trasferitosi dapprima al RKC Waalwijk, poi nuovamente allo Sparta Rotterdam ed infine al Dordrecht, fino al 2014 ha militato nelle file di squadre olandesi.
Nel gennaio 2014 passa definitivamente al Levadiakos, club greco.

### Nazionale
Ha esordito con la nazionale capoverdiana nel 2010. Ha preso parte alla Coppa d'Africa 2013.

## Palmarès

### Club

#### Competizioni nazionali
- Eerste Divisie: 1

RKC Waalwijk: 2010-2011